# 루이필리프 다리

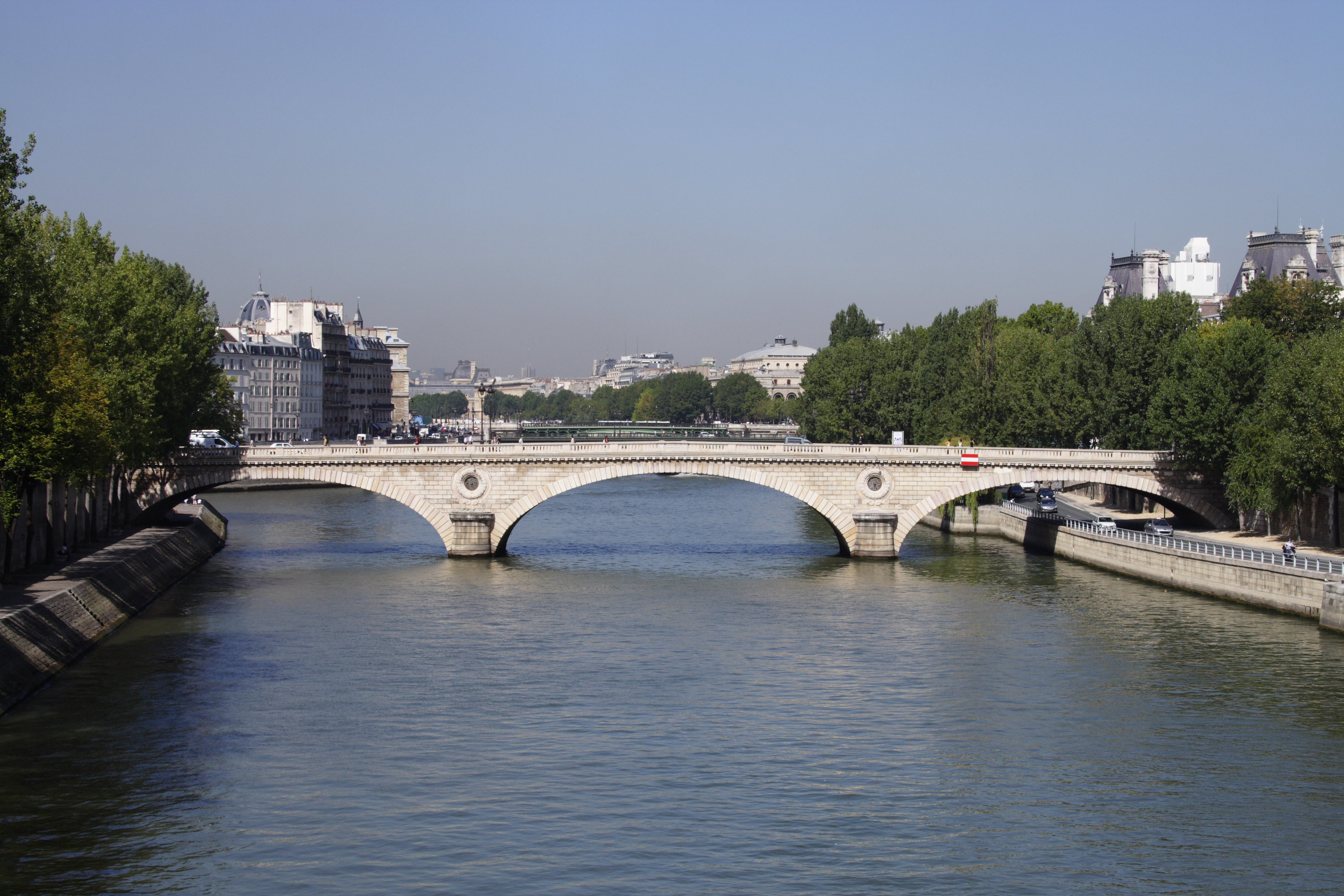
루이필리프 다리의 모습

루이필리프 다리(프랑스어: Pont Louis-Philippe)는 파리에 있는 다리 이름으로서 6구획에 위치한 다리이다. 노트르담 구획과 생 제르베 부근을 연결하는 역할을 한다. 파리 지하철의 마리에 다리 역과 가까운 곳에 있다.

## 역사
1833년 7월 29일 루이필리프의 왕위 계승을 축하하려는 행사의 일환으로 다리의 초석이 놓아지게 되었다. 마르크 세긴 형제가 지은 것으로 알려져 있는 다리는 세느 강을 가로지르며 생루이섬과도 연결되도록 하는 역할을 한다. 1년 뒤 1834년 7월 26일 교량의 공식 개통이 이뤄졌다. 1848년 프랑스 혁명 당시에는 다리 인근의 구조물이 송두리째 타버리기도 했고 이후에는 혁명의 다리(Pont de la Réforme)로 1852년까지 불리기도 했다.

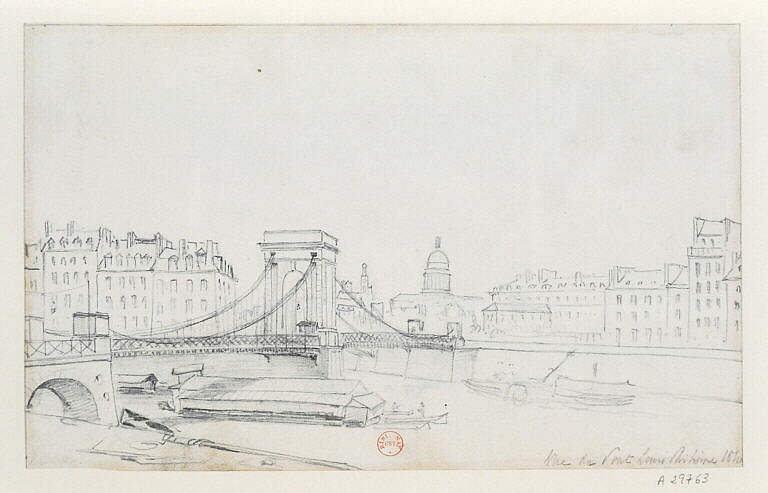
1840년 건축안
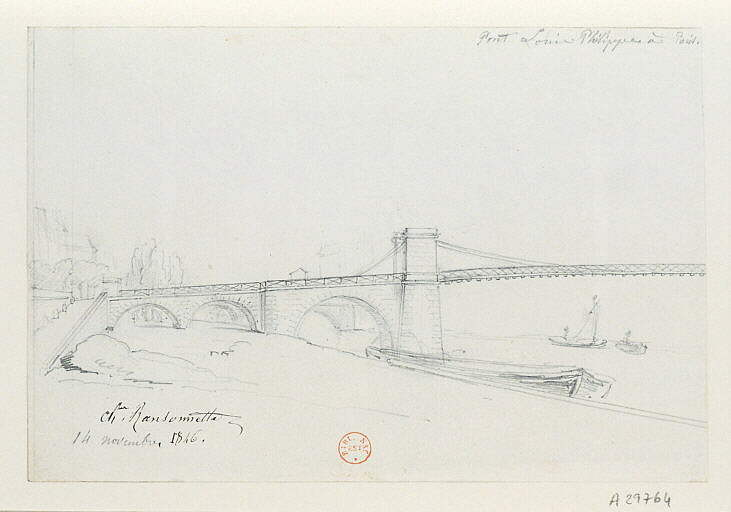
1846년 건축한 초본
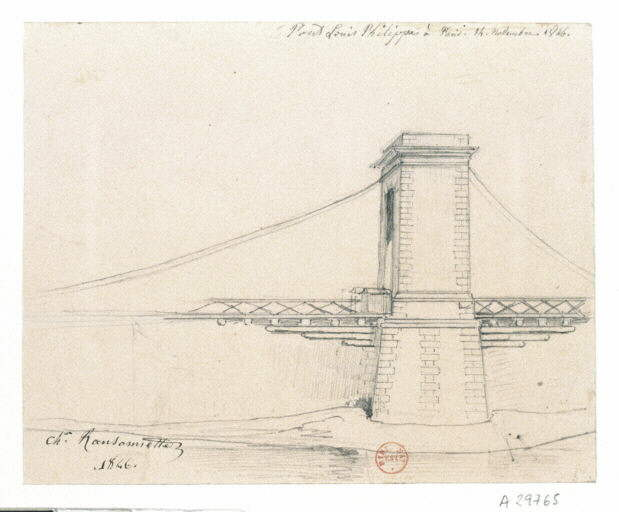
1846년 건축안 수정본

교통량이 늘고 다리의 확장 여론이 늘어나면서 기존의 교량은 없어지고 지금의 골격으로 1860년대에 다시 지어졌다. 이 때에는 건축가 에드몽 쥘 펠렝과 쥘 사라벵이 1860년 8월부터 건축에 착수하여 1년 남짓 걸려 완성하였다. 완성된 다리는 100m 길이에 15.2m 정도의 폭이었으며 1862년 4월에 정식 개통되었다.
이후 유일한 개보수는 1995년 계속된 오염으로 초석을 비롯한 기본 골격이 부식되자 교체를 한 것뿐이다.